# Musulmans de France
Pour les articles homonymes, voir Musulmans de France (homonymie).
Musulmans de France (MF), anciennement Union des organisations islamiques en France (UOIF) de 1983 à 1989 puis Union des organisations islamiques de France (UOIF) de 1989 à 2017, est une association musulmane française fondée en 1983.
Parmi les organisations liées à Musulmans de France on trouve l'Association des musulmans d'Alsace (AMAL), l'Association cultuelle lyonnaise ou encore l’Association des musulmans des Alpes-Maritimes (AMAM).
Anciennement membre du Conseil français du culte musulman, elle s'en détache en 2013 et cherche depuis à négocier sa réintégration.
Comme toutes les structures liées aux Frères musulmans, elle est inscrite en novembre 2014 sur la liste des groupes terroristes publiée par les Émirats arabes unis avec 81 autres organisations dans le monde entier dont plusieurs actives légalement au sein de l'Union européenne,,.
À la suite de son congrès de février 2017 au Bourget, l'UOIF vote le changement de son nom en « Musulmans de France »,.

## Histoire
À la suite de la promulgation de la loi du 9 octobre 1981 libéralisant le contrat d'association pour les étrangers, l’UOIF est créée en août 1983 à Nancy en Meurthe-et-Moselle par Abdallah Ben Mansour, alors étudiant tunisien, et par Zuhair Mahmood, alors ingénieur nucléaire irakien. Elle regroupe douze associations de toute la France, puis, par le rassemblement de quatre associations du nord et de l'est de la France sous le nom d'Union des organisations islamiques en France.
En 1989, l’Union des organisations islamiques en France, se rebaptise l’Union des organisations islamiques de France. Cette francisation s'étend à sa direction, alors composée d'un noyau dur de Tunisiens, proches du mouvement Ennahdha, qui bascule au profit de Marocains ayant acquis la nationalité française.
Gilles Kepel considère qu'à partir de 2005 l'UOIF perd de son influence sur les musulmans français. Il en veut pour preuve la fatwa condamnant les incendies de voitures lors des émeutes de 2005 dans les banlieues françaises qui ne sera suivie d'aucun effet. Il explique, en partie, cette perte de contrôle sur la communauté musulmane par le fait que les cadres de l'UOIF sont des étrangers (des « blédards ») alors que ceux qui possèdent le pouvoir sont des enfants d'immigrés prônant un islam salafiste qui ne réclame pas davantage d'intégration, mais au contraire qui rejettent la communauté nationale.
En avril 2017, le président de l'UOIF, Amar Lasfar, annonce le renommage de son organisation en « Musulmans de France » pour mettre en avant son « côté citoyen ». Abdellah Zekri, secrétaire général du Conseil français du culte musulman, fustige le changement de nom, arguant que « l'UOIF n’a pas le monopole des musulmans de France ». Il l'accuse aussi d'« entretenir la confusion » avec son instance.

## Organisation
Musulmans de France dépend de l’Union des organisations islamiques en Europe (UOIE ou FOIE) qui est assistée d’un Conseil européen pour la fatwa et la recherche, composé de 29 oulémas et présidé par Youssef al-Qaradawi, un théologien proche des Frères musulmans et réfugié au Qatar depuis son expulsion d’Égypte en 2014. Al-Qaradawi a été interdit de séjour en France en 2012. Ce conseil est chargé d’émettre des avis juridiques (fatwas) sur les questions liées au statut des musulmans en Europe, ce qu’il désigne sous l'appellation de « jurisprudence de minorité ».
En aval, Musulmans de France regroupe plus de 250 associations musulmanes directement affiliées. En 2002, l'UOIF déclare être propriétaire d’une trentaine de lieux de culte dans la plupart des grandes villes françaises et en contrôle environ 200, c'est-à-dire autant que la mosquée de Paris. En 2003, l'UOIF a fait l'acquisition d'une dizaine de nouveaux lieux de culte. « Son influence s’étend à l’ensemble du territoire français qu’elle a découpé en huit régions, à la tête desquelles un délégué chapeaute les associations et lieux de culte ».

### Direction

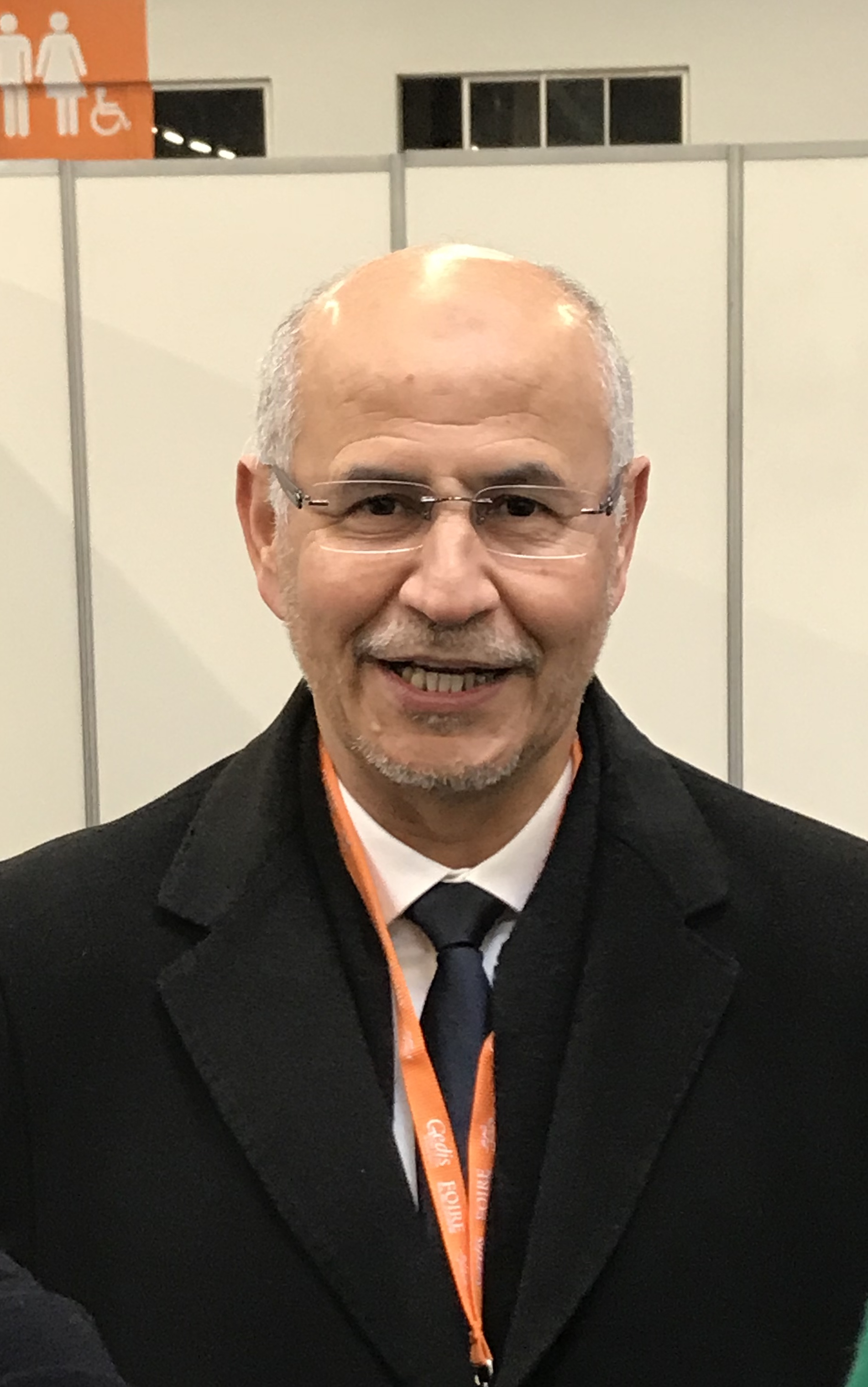
Amar Lasfar, président de Musulmans de France (2013-2021).

Depuis juin 2021, le président en exercice de Musulmans de France est Mohsen Ngazou. Il succède à Amar Lasfar, qui devient vice-président. Le prédécesseur de Lasfar à la présidence est Ahmed Djaballah, qui a lui-même succédé à Fouad Alaoui, démissionnaire le 4 juin 2011 le jour même des élections du CFCM. Fouad Alaoui avait lui-même succédé à Lhaj Thami Breze lors de l'assemblée générale de l'organisation en 2009.

### Associations spécialisées
Musulmans de France a mis en place plusieurs associations spécialisées dont :
- Jeunes musulmans de France (JMF), ancienne branche jeunesse de l'UOIF cofondée par Hassan Iquioussen ;
- Ligue française des femmes musulmanes (LFFM) ;
- Institut européen des sciences humaines (IESH) (aujourd'hui sous l'égide de l'UOIE) ;
- Association médicale Avicenne de France (AMAF) ;
- European Halal Services (EHS) ;
- Comité de bienfaisance et de secours aux Palestiniens (CBSP).

En plus des établissements scolaires privés à Lyon, Lille, Marseille et en Île-de-France.
Le Femyso, Forum des jeunes et des étudiants musulmans européens, est également une émanation transnationale de l'UOIF, devenu depuis Musulmans de France. Le Femyso abrite à son tour un panel d'organisations liées de près ou de loin aux Frères musulmans. Parmi celles-ci, on trouve l'Islamic Community Millî Görüs, une organisation qui relaie la propagande de Recep Erdoğan en Europe, les Étudiants musulmans de France, association créée par Fouad Alaoui, futur président de l'UOIF frériste, ou encore la ligue des musulmans de Belgique, équivalent belge de Musulmans de France. Selon Le Figaro, « l'action du Femyso en Europe consiste en un lobbying visant notamment à éditer des campagnes de communication et d'affichage en faveur de la liberté de porter le voile, des projets de recherche, ou encore l'organisation de séminaires de jeunes Européens pour apprendre à dénoncer dans les médias tout discours mettant en cause la présence de l'islam en Europe comme responsable de la vague d'attentats islamistes survenue depuis quelques années. » Le Femyso s'en prend régulièrement à la France, notamment en raison du vote de la loi sur les signes religieux dans les écoles publiques françaises de 2004 et de la loi interdisant la dissimulation du visage dans l'espace public de 2010.

### Financement
Musulmans de France ne reçoit officiellement l'aide financière d'aucun État. Son auto-financement supérieur à 80 % est assuré en grande partie par ses membres. Une part de son financement (12 %) provient de donateurs physiques du Moyen-Orient.[réf. nécessaire]
Musulmans de France affirme que seuls 30 % de ses fonds proviennent de sources étrangères. Cependant, Fiammetta Venner affirme dans son ouvrage OPA sur l'islam de France : les ambitions secrètes de l'UOIF, publié en 2005, qu’une grande partie des fonds dits d’origine française proviennent en réalité des grands mécènes du Golfe Persique et le chercheur Haoues Seniguer affirme dans un entretien accordé au quotidien Libération : « Il est avéré que des membres de l’UOIF se rendent dans le Golfe pour lever des fonds. L’argent transite sous la forme de liquidités ou d’investissements dans des murs ou projets en lien étroit avec la vision islamique de l’émirat. Il peut s’agir de mécènes qataris évoluant autour des cercles dirigeants du Qatar, dans la mesure où le régime qatari est de type néopatrimonial, oligarchique, où le privé et le public sont donc imbriqués. »
Le Qatar a financé (4,4 millions d'euros) la construction de la mosquée Assalam de Nantes, gérée par l’Association islamique de l’Ouest de la France (AIOF), un satellite régional de Musulmans de France ; ainsi que la mosquée As Salam de Mulhouse, administrée par l’Association des musulmans d'Alsace, aussi été érigée grâce à un don de 2 millions d’euros de la part de l'ONG Qatar Charity; de même le Qatar finance la future grande mosquée à Marseille.
Dans le cadre de sa stratégie de financement, Musulmans de France a engagé un processus d'autonomisation financière. Elle a investi le marché du halal à effet de générer du flux de trésorerie tant sur le marché français qu'à l'export. Officieusement, ce marché représenterait un chiffre d'affaires de 5 milliards d'euros par an. Elle détiendrait un monopole de fait pour l'exportation vers les pays du Golfe.

### Relations avec l'UOIE
Musulmans de France est membre de l'Union des organisations islamiques en Europe (UOIE). L'UOIE était dirigée depuis Londres par Ahmed al-Rawi. Aujourd'hui, elle est dirigée par Chakib ben Makhlouf, récemment élu pour un mandat de quatre ans, qui est assisté par un conseil d'administration composé par des représentants des grandes fédérations de différents pays d'Europe.
L'UOIE est l'initiatrice directe du fort développement en France de Musulmans de France et de ses nombreuses associations satellites, ainsi que de l'ouverture en 1990, de l'Institut européen des sciences humaines, sis à Château-Chinon, et spécialisé dans la formation d'imams et dans l'enseignement de la langue arabe. Cet institut aurait formé entre 1990 et 2004 plus de trois cents imams[réf. nécessaire]. L'UOIE a été à l'origine de la création du Conseil européen de la recherche et de la fatwa, dont la fonction est d'étudier et d'émettre des fatwas collectives qui répondent aux musulmans d'Europe et résolvent leurs problèmes, conformément aux règles et objectifs de la charia musulmane.

## Idéologie
Selon Frank Frégosi, chercheur au CNRS, « L'UOIF est incontestablement le représentant des Frères musulmans en France. Elle incarne le canal historique de cette mouvance, même si, aujourd'hui, ses dirigeants veulent faire oublier cette filiation embarrassante. »
À plusieurs reprises, des dirigeants de Musulmans de France ont repris publiquement la devise des Frères musulmans : « Le Coran est notre Constitution ».
La confrérie des Frères musulmans « promeut l'islam politique ».
En février 2017, l'UOIF change de nom et devient « Musulmans de France ». Pour Tareq Oubrou, membre de l'organisation et imam de Bordeaux, ce changement marque la volonté de l'organisation de s'éloigner des Frères musulmans. Ce changement de nom est officiel en juin 2017.
En avril 2017, le président de Musulmans de France, Amar Lasfar, déclare que « Nous ne faisons pas partie des Frères musulmans. En revanche, nous nous inscrivons dans leur courant de pensée », ajoutant que son mouvement représente « surtout l'islam de France ».
En mai 2025, le rapport sur les Frères musulmans, commandé par l'exécutif et cité par le Ministère de l'Intérieur, met en lumière les dangers et menaces liés à la présence de leur idéologie en France.
Les principaux points soulevés incluent :
- Volonté d'entrisme dans la société : Le rapport de 73 pages souligne le rôle des Frères musulmans en France et leur volonté d'entrisme dans la société, mais aussi leur perte de vitesse : incapacité à organiser leur gala annuelle, perte du nombre d'adhérents (division par deux en vingt ans), etc.
- Menace pour la République et la cohésion nationale : Cet entrisme islamiste est considéré comme une menace pour la République et la cohésion nationale.
- Prédication 2.0 et influenceurs : Le rapport pointe le dynamisme de la "prédication 2.0" sur les réseaux sociaux, où des "influenceurs" servent de porte d'entrée à la découverte de l'islam et deviennent un lien entre les idéologies islamistes et les jeunes francophones européens, mais sans donner l'efficacité réelle de cette prédication.
- Rôle du conflit israélo-palestinien : Une montée des activités antisionistes au sein des mosquées est constatée depuis les attaques du 7 octobre, alimentée par la colère suscitée par le bilan humain des représailles israéliennes à Gaza.

Le rapport insiste néanmoins sur le très faible poids des Frères Musulmans dans la communauté musulmane française : moins de 5% des mosquées seraient affiliées à cette mouvance, pour environ 93 000 fidèles - soit 1,2% des 7,5 millions de musulmans en France. Le rapport insistant d'ailleurs sur le fait que la fréquentation d'une mosquée affiliée aux Frères Musulmans n'équivalait pas à une adhésion du fidèle aux thèses de la mouvance, ainsi il pointe un noyau dur d'environ 1000 personnes.
L'implantation des Frères Musulmans semble donc marginale en France d'après ce rapport.

## Activités

### Les rencontres des musulmans de France
Depuis 1984, l'UOIF organise chaque année la Rencontre annuelle des musulmans de France (RAMF), appelée aussi le « congrès du Bourget » en référence à la fois au lieu où se déroule cette manifestation et au fait que se tient habituellement aussi le congrès de l'organisation. Ce rassemblement est devenu le plus grand rassemblement musulman en France avec une participation de plus de trente mille personnes chaque année (cent mille avancée par l'organisation en 2005 et cent cinquante mille en 2009). La rencontre de 2012 aurait rassemblé 100 000 personnes mais beaucoup ne sont pas proches de Frères musulmans. Selon l'UOIF, la trentième session (celle de 2013) a rassemblé 170 000 personnes, en faisant le premier rassemblement musulman en Occident.
Le nombre de visiteurs aux rencontres est considéré comme surestimé par Fiammetta Venner.
Parmi les thèmes débattus lors des rencontres de mai 2006 : la vie et la pratique musulmanes au quotidien et l'investissement des musulmans dans la politique. Parmi les conférenciers Hani Ramadan et Hassan Iquioussen. Les rencontres ont accueilli la députée UMP des Yvelines, Christine Boutin pour participer à un débat intitulé « Vivre ensemble : obstacles et aspirations ».

## Critiques
Musulmans de France est souvent considérée proche de l'idéologie des Frères musulmans et est parfois accusée par certains de soutenir des positions extrémistes. 
Laurence Marchand-Taillade, secrétaire nationale du Parti radical de gauche et présidente de l'Observatoire de la laïcité du Val-d'Oise (OLVO), dénonce la présence lors du congrès de l'UOIF à Lille en février 2016, de personnalités ayant appelé au djihadisme en Syrie, condamné la coalition arabo-occidentale contre l'État islamique ou encore soutenant le Hamas. Nicolas Dupont-Aignan et Jérôme Guedj condamnent également la venue de « prédicateurs qui sèment la haine, dont les paroles sont la négation même du pacte républicain, qui ont pour seul objectif de déstabiliser notre République ».
Parmi les figures les plus controversées, l’on peut citer Nabil Ennasri, spécialiste du Qatar très proche de Youssef al-Qaradâwî, Mohamad Ratib Al-Nabulsi, islamologue syrien prônant la peine de mort pour les apostats, et Abouzaid El Mokrie El Idrissi, un professeur à l'université de Casablanca soutenant la destruction de l'État d'Israël. 
Les personnalités invitées aux congrès annuels de Musulmans de France ont souvent été l’objet de polémiques par le passé. Ainsi, en 2012, le ministre de l’Intérieur Claude Guéant avait interdit la participation de six personnalités controversées au rassemblement.
Selon Fiammetta Venner, Musulmans de France a « une stratégie de conquête » et cherche à « mettre au pas les musulmans de France ».
Mohammed Louizi, ancien cadre de l'organisation qui a écrit le livre Pourquoi j'ai quitté les Frères musulmans, note que « grâce à l'UOIF, les Frères musulmans ont réussi leur implantation ici [en France], notamment avec des visées communautaristes, comme l'ouverture d'écoles privées musulmanes ».

### Double-discours
Dans un essai publié en 2005, Fiammetta Venner dit avoir repéré la nature « intégriste » de Musulmans de France derrière son double-discours sur la laïcité, l'antisémitisme, etc., et reproche à Nicolas Sarkozy d'avoir institutionnalisé cette organisation au sein du Conseil français du culte musulman.
En septembre 2004, Fouad Alaoui, secrétaire général de l'UOIF, rencontre les dirigeants du CRIF et déclare, après un débat « franc et serein » que « les deux communautés [doivent] participer à un effort en faveur de la paix sociale. Notre condamnation de l'antisémitisme est totale, de même que nous sommes inquiets de la montée du racisme et de l'islamophobie ». Le 26 mai 2014, l'UOIF dénonce l'attentat antisémite à Bruxelles, qui a fait quatre morts[réf. nécessaire]. Elle dénonce aussi les crimes de l'organisation État islamique.
Néanmoins, début 2015, le Premier ministre Manuel Valls déclare s'inquiéter de son « influence » et affirme vouloir « combattre son discours ».

### Élection présidentielle de 2017
Lors de l'élection présidentielle de 2017, Musulmans de France appelle, par la voix de son président Amar Lasfar, à voter pour peser sur le débat politique et à lutter contre le « danger de l’extrême droite et de ses idées »,. En vue du second tour, sa direction publie un communiqué appelant « tous les musulmans de France » à voter pour Emmanuel Macron contre Marine Le Pen,. Au cours de la campagne électorale, Marine Le Pen accuse Emmanuel Macron d'être proche de Musulmans de France, ce que ce dernier nie.

## Désignation comme organisation terroriste
Le 15 novembre 2014, les Émirats arabes unis ont officiellement désigné l'UOIF, proche des Frères musulmans, comme une organisation terroriste,,.

### Demandes de dissolution
À la suite de la désignation de l'UOIF comme organisation terroriste par les Émirats arabes unis en novembre 2014, le Front national demande sa dissolution aux pouvoirs publics français. Dans le même esprit, le président de la région Provence-Alpes-Côte d'Azur, Christian Estrosi, envisage la dissolution de l'UOIF.